# 富山県道・石川県道300号氷見志雄線
富山県道・石川県道300号氷見志雄線（とやまけんどう・いしかわけんどう300ごう ひみしおせん）は、富山県氷見市と石川県羽咋郡宝達志水町を結ぶ一般県道（富山県道・石川県道）である。

## 概要
- 起点：富山県氷見市下久津呂461（＝富山県道70号万尾脇方線交点）
- 終点：石川県羽咋郡宝達志水町散田ト55番1地先（＝散田交差点・羽咋広域農道、石川県道29号高岡羽咋線（石川県道76号氷見惣領志雄線重複）交点）

能登半島の付け根部分にあたる、氷見市と宝達志水町を東西に結ぶ。起点は、富山県氷見市下久津呂の万尾郵便局前。西へ進み、山間部へ入る。同市田江で富山県道64号高岡氷見線に突き当たり、同市小久米（おぐめ）まで700mほど重複する。同市小久米で上庄川の支流である三尾川に沿って西へ進み、県境を越える。子浦川の支流の向瀬川に沿って西に山を下り、終点の石川県羽咋郡宝達志水町散田、二軒町橋南詰に至る。

## 現況
車道は概ね両側1.5車線から2車線（片側1車線）程度の幅員がある。
歩道は起点から氷見市粟原（あわら）地内の諏訪社前までと、同市日名田地内の一部に設置されている。石川県側には設置されていない。

## 歴史
- 1960年（昭和35年）4月23日：富山県部分、路線認定。
- 1960年（昭和35年）10月15日：石川県部分、路線認定。

## 接続路線
- 富山県道70号万尾脇方線（富山県氷見市下久津呂：起点）
- 富山県道64号高岡氷見線（氷見市田江、同市小久米）
- 石川県道305号所司原神子原線（石川県羽咋郡宝達志水町走入地内）
- 石川県道231号向瀬杉野屋線（宝達志水町向瀬）
- 羽咋広域農道（宝達志水町散田）
- 石川県道29号高岡羽咋線（石川県道76号氷見惣領志雄線重複）（宝達志水町散田・散田交差点：終点）

## 重複区間
- 富山県道64号高岡氷見線（富山県氷見市田江 - 同市小久米）
- 石川県道305号所司原神子原線（石川県羽咋郡宝達志水町走入地内）

## 通過する自治体
- 富山県
  - 氷見市
- 石川県
  - 羽咋郡宝達志水町